# Баран-де-Сан-Жуан
Баран-де-Сан-Жуан (порт. Barão de São João)  —  район (фрегезия) в Португалии,  входит в округ Фару. Является составной частью муниципалитета  Лагуш. По старому административному делению входил в провинцию Алгарве (регион). Входит в экономико-статистический  субрегион Алгарве, который входит в Алгарве. Население составляет 804 человека на 2001 год. Занимает площадь 52,63 км².
Покровителем района считается Иоанн Креститель (порт. São João Baptista). 